# Kormos zsákhordó lepke
A kormos zsákhordó lepke (Canephora unicolor) a valódi lepkék (Glossata) közé sorolt zsákhordó lepkefélék (Psychidae) családjának egyik, Magyarországon is elterjedt faja.

## Elterjedése, élőhelye
A legnagyobb termetű európai zsákhordó lepke.

## Megjelenése
Hímjének szárnyai füstösen kormos halványbarnák, rajzolat nélkül. Potroha végén szőrpamacs van, lábain pedig sarkantyúk. Első szárnya inkább nyújtott.
A szárnyatlan nőstény rövid és széles zsákját levéldarabkák borítják. A hím zsákja hosszabb (33 mm) – levéldarabkákkal, fűtörmelékekkel borított. Mindkét nem zsákja csőszerű nyúlványban végződik. Ahogy nőnek a hernyók, úgy nagyobbítják a zsákot.

## Életmódja
Július–augusztusban rajzik. A nőstény teleszkópszerűen kidugja ivarszervét a zsákból, és illatanyagokat bocsát ki, hogy a hím könnyebben rátalálhasson. A zsákban párzanak, és a nőstény ott is rakja le petéit. A kikelő hernyók szétszélednek, és új zsákot készítenek maguknak. Azt belülről selymes szövedékkel puhára bélelik, kívülről a fajukra jellemző anyagokkal álcázzák. A szürke, 20–22 mm-esre növő hernyó erősen polifág. Az elkészült zsák beleolvad környezetébe. A hernyó azt két évig táplálkozás közben sem hagyja el – a nőstények a zsákban bábozódnak, a hímek a talajon, az avarban.